# London Town (album)
London Town je studiové album anglické skupiny Wings. Vydáno bylo v březnu roku 1978 společnostmi Parlophone a Capitol Records a jeho producentem byl Paul McCartney. Nahráno bylo mezi únorem 1977 a lednem 1978 v různých studiích, včetně Abbey Road Studios a AIR Studios. V britské hitparádě UK Albums Chart se umístilo na čtvrté příčce, zatímco v americké Billboard 200 dosáhlo druhé.

## Seznam skladeb
1. „London Town“ – 4:10
2. „Cafe on the Left Bank“ – 3:25
3. „I'm Carrying“ – 2:44
4. „Backwards Traveller“ – 1:09
5. „Cuff Link“ – 1:59
6. „Children Children“ – 2:22
7. „Girlfriend“ – 4:39
8. „I've Had Enough“ – 3:02
9. „With a Little Luck“ – 5:45
10. „Famous Groupies“ – 3:36
11. „Deliver Your Children“ – 4:17
12. „Name and Address“ – 3:07
13. „Don't Let It Bring You Down“ – 4:34
14. „Morse Moose and the Grey Goose“ – 6:25

## Obsazení
- Paul McCartney – zpěv, kytara, baskytara, klávesy, bicí, perkuse, housle, flažolet, zobcová flétna
- Denny Laine – zpěv, kytara, baskytara, flažolet, zobcová flétna, perkuse
- Linda McCartney – zpěv, klávesy, perkuse
- Jimmy McCulloch – kytara, perkuse
- Joe English – zpěv, bicí, perkuse, harmonika